# Otocarpus virgatus
Otocarpus virgatus là một loài thực vật có hoa trong họ Cải. Loài này được Durieu mô tả khoa học đầu tiên năm 1847.